# Sandbanks National Park
Sandbanks National Park är en park i Australien. Den ligger i delstaten Queensland, omkring 1 800 kilometer nordväst om delstatshuvudstaden Brisbane.
Sandbanks National Park är den högsta punkten i trakten. Trakten är glest befolkad. Det finns inga samhällen i närheten.